# I Do Not Want What I Haven't Got
I Do Not Want What I Haven't Got é o segundo álbum de estúdio da cantora Sinéad O'Connor, lançado em Março de 1990.
O disco foi um grande sucesso, tendo sido nomeado para quatro Grammy Awards em 1991, tendo ganho na categoria "Best Alternative Music Performance". A cantora recusou-se a receber a nomeação e o prémio.
Em 2003, o disco foi incluído na lista da revista Rolling Stone no nº 406 dos 500 Melhores Álbuns de Todos os Tempos.

## Faixas
| N.º            | Título                             | Duração |  |
| 1.             | "Feel So Different"                | 6:47    |  |
| 2.             | "I Am Stretched on Your Grave"     | 5:33    |  |
| 3.             | "Three Babies"                     | 4:47    |  |
| 4.             | "The Emperor's New Clothes"        | 5:16    |  |
| 5.             | "Black Boys on Mopeds"             | 3:53    |  |
| 6.             | "Nothing Compares 2 U"             | 5:10    |  |
| 7.             | "Jump in the River"                | 4:12    |  |
| 8.             | "You Cause as Much Sorrow"         | 5:04    |  |
| 9.             | "The Last Day of Our Acquaintance" | 4:40    |  |
| 10.            | "I Do Not Want What I Haven't Got" | 5:47    |  |
| Duração total: | Duração total:                     | 51:09   |  |